# هيلاري دير
هيلاري دير (بالإنجليزية: Hilary Dwyer)‏ هي منتجة أفلام وسيدة أعمال وممثلة بريطانية، ولدت في 6 مايو 1945 في ليفربول في المملكة المتحدة، وتوفيت في 30 مارس 2020 بسبب مرض فيروس كورونا 2019.

## وصلات خارجية
- هيلاري دير على موقع IMDb (الإنجليزية)
- هيلاري دير على موقع قاعدة بيانات الفيلم (الإنجليزية)